# Bruno Engelmeier
Bruno Engelmeier (Bécs, 1927. szeptember 5. – 1991. július 2.) osztrák labdarúgókapus, edző.
Az osztrák válogatott tagjaként részt vett az 1948. évi nyári olimpiai játékokon és az 1958-as labdarúgó-világbajnokságon.